# Harry Winter

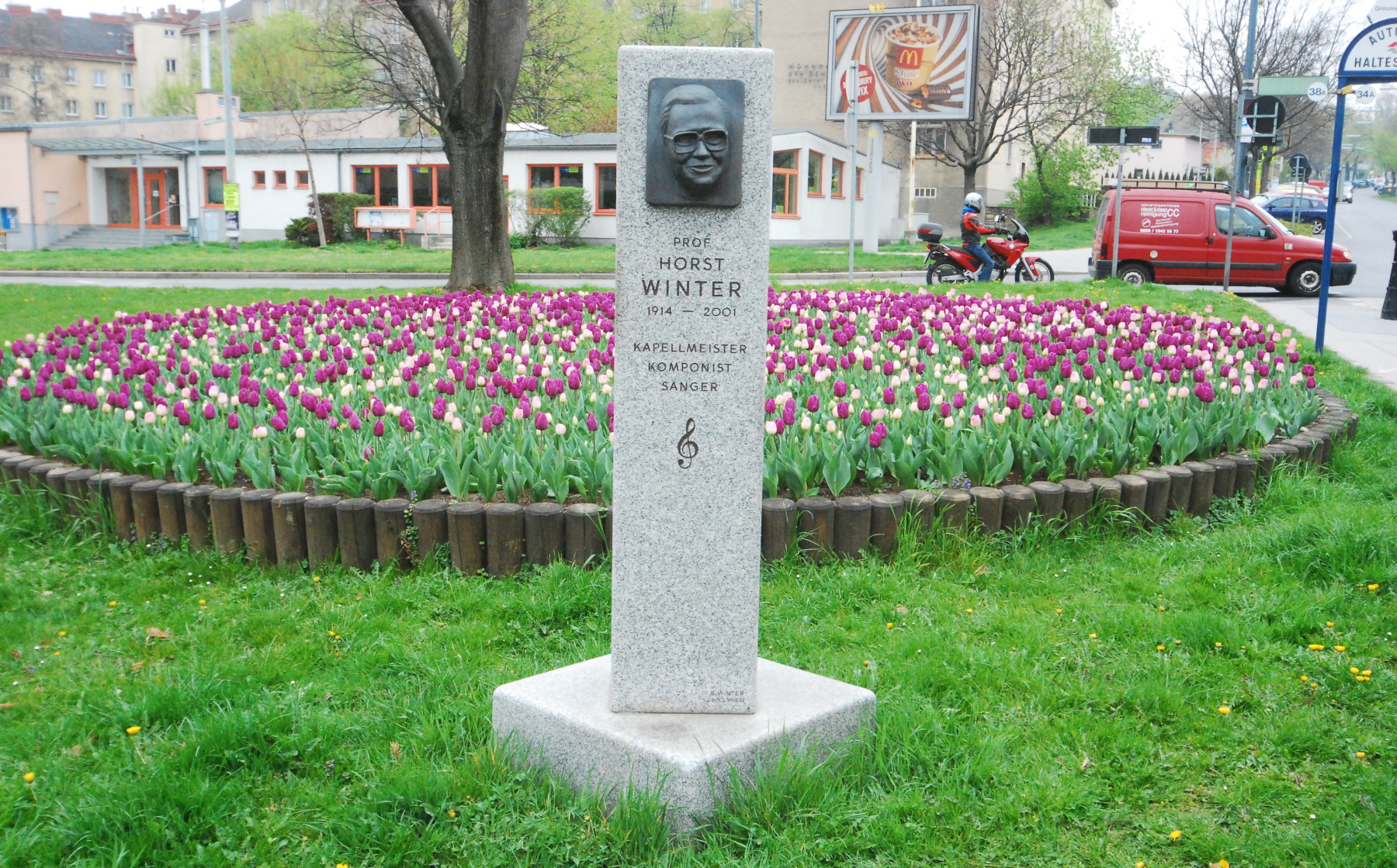
Emlékműve Bécsben

Harry Winter (született Horst Winter; Beuthen, 1914. szeptember 24. – Bécs, 2001. december 3.) német-osztrák énekes.
A sziléziai születésű Winter a második világháború után költözött a szövetséges megszállás alatt lévő Ausztriába, ahol gyorsan nagy népszerűségre tett szert. Az 1960-as Eurovíziós Dalfesztiválon hetedikként lépett színpadra, végül a 7. helyen végzett Du hast mich so fasziniert [Annyira elkápráztattál engem] című német nyelvű dalával.